# K-Wagen
К-Wagen е немски тежък щурмови танк (нем. Grosskampfwagen) разработен през 1918 г.

## История
К-Wagen е разработен от немския инженер Йозеф Фолер и армейския капитан Вернер Вагнер в началото на 1918 г. Непосредствено след това машината е одобрена от немското военно ръководство и е приета на въоръжение.
Производството на танка е забавено поради недостиг на материали. През ноември 1918 г. се работи само по две машини, които така и не са довършени напълно до края на Първата световна война. След края на войната съюзническата Контролна комисия взема решение за предаването на двата недовършени танка за скрап.

## Устройство
Машината е създадена на модулен принцип, като може да се разглобява на четири части. Това позволява в разглобено състояние да бъде превозвана на железопътни платформи.
Корпусът е с правоъгълна форма с монтирани на страничните бордове оръдейни кули. Дебелината на бронята е от порядъка на 30 мм. Бойното тегло на машината достига 148 т.
Силовата установка се състои от два двигателя с въздушно охлаждане на фирмата „Даймлер-Бенц“, с мощност 650 к.с. (343 kW) всеки. Трансмисията е с електромагнитно сцепление.
Въоръжението се състои от четири 77 мм оръдия и седем 7,92 мм картечници „Максим 08/15“.